# 紀真耶
紀 真耶（きの まや、1992年11月7日 - ）は、テレビ朝日アナウンサー。

## 人物
東京都出身。身長162 cm。青山学院高等部、青山学院大学国際政治経済学部卒業。中高大ではスキー部に所属、アルペンスキーに打ち込み、スキー準指導員の資格を持つ。また、2012年ミス・アース日本代表選考会でファイナリストとなり、JOYSOUND特別賞を受賞。アナウンススクールには、最初は「ただちゃんと話せるようになりたい」と思って入ったが、他のアナウンサー志望の学生たちと一緒に学ぶうちに、「アナウンサーが一番楽しそう」と思うようになって、アナウンサーを　目指すようになる。2015年10月から2017年3月まで情報番組『お願い!ランキング』に、単独MCとして初のレギュラー出演。同期入社は池谷麻依、田中萌、山木翔遥、山崎弘喜。
2019年9月18日、同局の1歳年上社員と結婚。2020年6月12日、キャスターを務める『アベマ倍速ニュース』（ABEMA）で、第1子妊娠と産休入りを報告。8月30日、第1子出産を報告。2021年4月より復職。

## 出演番組

### 現在
テレビ放送
- 大下容子ワイド!スクランブル - リポーター（2021年4月 - ）
- アベマ倍速ニュース　担当：火曜（2021年4月 - ）
- グッド!モーニング　
  - ニュースリポート（2022年4月4日 - ）
  - ニュース（月曜日、2022年4月8日 - ）
  - ANNニュース（月曜日、2023年7月7日 - ）
- 有働タイムズ（2024年10月6日〈予定〉 - ）[10]

### 過去
- 原宿AbemaNews - 進行（2016年10月 - 2017年7月、AbemaTV・AbemaNews）[11][12]
- サタデーステーション - スポーツコーナー担当（2017年4月22日 - 2018年3月31日）
- サンデーステーション - スポーツコーナー担当（2017年4月23日 - 2018年3月25日）
- スーパーJチャンネル
  - 新着ニュース「いま何が?」キャスター
    - 月・金曜日（2018年10月1日 - 2019年3月29日）
    - 木・金曜日（2019年4月4日 - 9月27日）
    - 月・木・金曜日（2019年9月30日 - 2020年3月27日）
    - 月・火曜日（2020年3月30日 - 4月14日）
- お願い!ランキング - リポーター（不定期、2018年4月3日 - 〈2015年9月29日 - 2017年3月31日は火曜未明（月曜深夜）・水曜未明（火曜深夜）担当〉）
- アベマ倍速ニュース（2020年4月3日、10日、AbemaTV・AbemaNews）
- 激レアさんを連れてきた。（2024年2月12日、テレビ朝日）MCの弘中綾香アナウンサーが2023年10月23日の放送をもって産休入りしたため、代役としてこの日に登場[13]。